# Horgen (Zúric)
Horgen és un municipi del cantó de Zúric (Suïssa), cap del districte de Horgen. Es troba a uns 15 km de la capital del cantó, la ciutat de Zúric. És un dels municipis més grans de la banda esquerra del llac de Zúric, amb una bona infrastructura de transport i atraccions pel visitant, incloent-hi indrets d'interès natural com la ribera del llac, el bosc del Sihlwald i les praderies de Horgenberg, així com un nucli antic amb edificis històrics, un museu de la ciutat i una antiga mina, hotels i diversos restaurants.

## Geografia

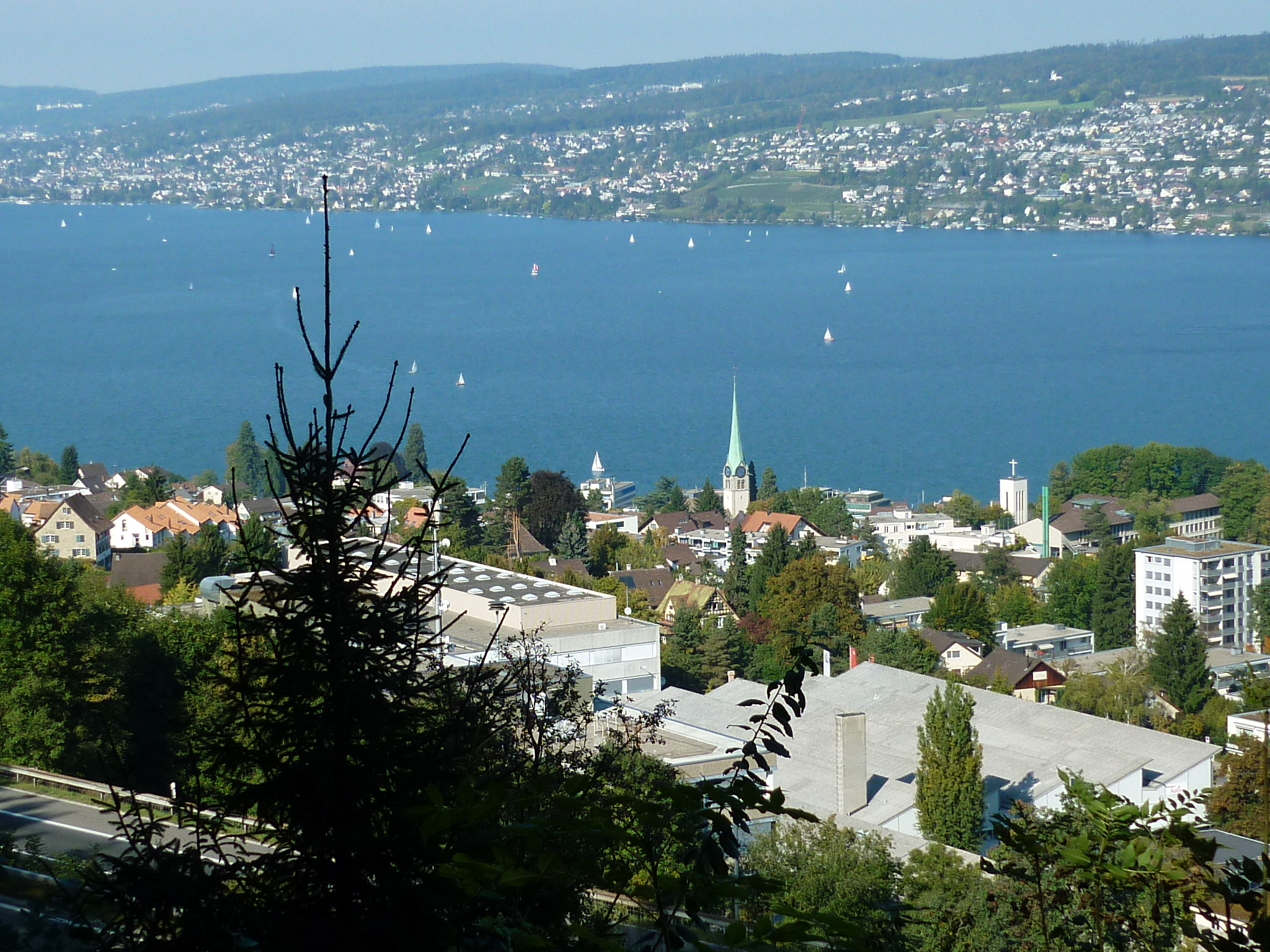
Horgen, vista general vers al llac de Zúric

Horgen es troba al sud-est del cantó de Zúric, és capital del districte homònim i, amb els seus 21 km² de superfície, constitueix el seu municipi més gran. S'estén entre la riba del llac de Zúric fins al cim de la serralada de l'Albis, incloent-hi parcialment els vessants de la cadena de turons Zimmerberg i la vall del riu Sihl.
El bosc constitueix la part més extensa de Horgen, cobrint un 50% de la superfície municipal. Un altre 27,8% és superfície agrària, un 12,5% és edificat, un 7,9% està ocupat per infrastructura de transport i un 1,9% és superfície no productiva.
Addicionalment, un 1,6% de la superfície és formada per masses d'aigua: el riu Sihl creua el municipi al llarg de 6 km i la riba del llac de Zúric s'estén al llarg d'uns 4 km. Al turó del Horgenberg es troba l'estany Bergweiher de 4,2 ha.

### Barris
Al municipi hi trobem els següents barris:

#### Dorf

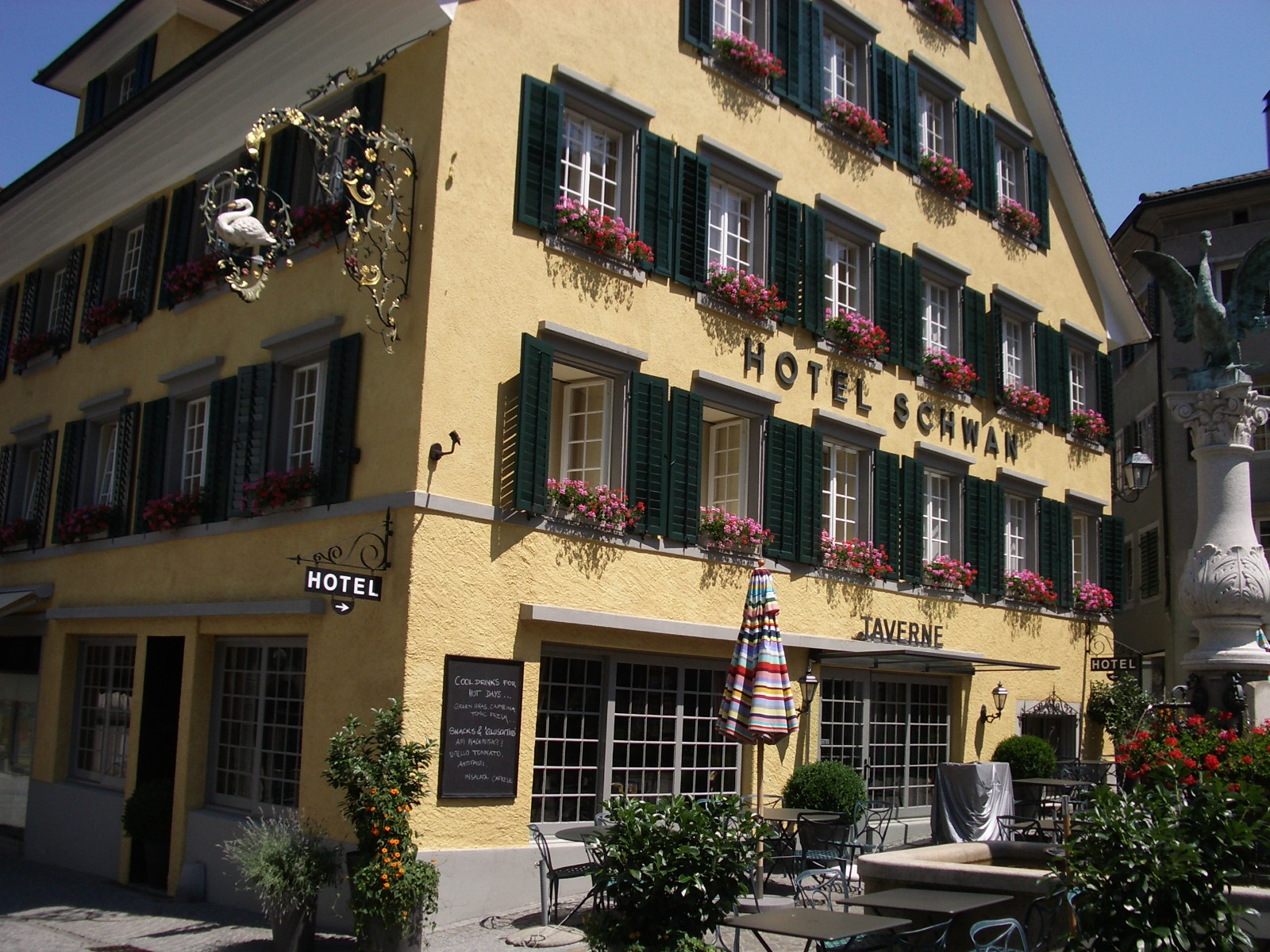
Hotel al centre històric de la ciutat

Dorf és el barri centre de la ciutat. Conté una part històrica amb encant, formada per un petit entramat de carrers, carrerons, església i edificis històrics. El nucli antic es troba envoltat per construccions més modernes on es desenvolupa la principal activitat comercial, cultural, d'oci i administrativa del municipi, com ara el centre comercial Schinzenhof, la plaça Dorfplatz, els edificis oficials del govern municipal i del districte, així com l'estació de tren principal 'Horgen - Bahnhof See' i l'estació principal d'autobusos que connecten els diferents barris de la ciutat i alguns dels municipis del voltant.
Al barri centre es troben també diverses institucions educatives, la biblioteca municipal, dos hotels i diversos restaurants. L'antic magatzem 'Sust' es troba a la vora del llac i actualment acull el museu de la ciutat.

#### Arn
Barri situat a l'extrem sud de la ciutat. Va adquirir notorietat a la guerra del Bocken (1804), que pren el nom del mas Bocken al barri d'Arn, quan Horgen i altres pobles insurgents contra les exigències imposades per la ciutat de Zuric, en aquella època sota l'Acta de Mediació de Napoleó Bonaparte, van lluitar comandats per Hans Jakob Willi, natural de Horgen, sabater i prèviament mercenari suís al servei de França i Espanya. Willi va ser capturat i executat l'any 1804 a Zuric.
'Som Suïssos lliures, totalment igualitaris. Per als nostres, un govern que no vol escoltar la veu del seu poble és un govern tirànic.' 
- Hans Jakob Willi

#### Horgenberg
Barri a la banda oest de la ciutat, situat per sobre de l'autopista A3 i en un alt de turó format per praderies, bosc i vilatges dispersos dedicats principalment a l'agricultura i la ramaderia. Alguns del massos i vilatges notoris són Wührenbach, Moorschwand, Chlausen, Widenbach i Tableten, entre d'altres. Horgenberg constitueix una àrea de recreació molt apreciada per locals i visitants, especialment la zona boscosa i els voltants de l'estany Bergweiher.

#### Käpfnach
Barri situat a la part sud-est de la ciutat, majoritàriament residencial i travessat pel riu Aabach, que forma un petit delta a la seva desembocadura al llac de Zuric. Conté una mina de lignit i marga, l'explotació de la qual es troba documentada des del segle xvi. L'explotació es va tancar als anys 40 del segle xx, obrint-se posteriorment un petit museu i una línia ferroviaria minera d'uns 1,4 km de recorregut per visitants.

#### Oberdorf
Amb la construcció de la línia de tren Zuric-Zug i l'estació a Horgen-Oberdorf el 1897 i l'establiment de diverses indústries i empreses, especialment als anys 60 del segle xx, el barri d'Oberdorf es va desenvolupar com un petit centre residencial i industrial al voltant de la plaça de Bergli i el seu brollador.

#### Sihlbrugg Station
Petita estació de tren entre dos túnels i a prop per carretera de la rotonda de Sihlbrugg, on hi ha diversos restaurants i comerços.

#### Sihlwald
Zona forestal situada entre el vessant oest de la cadena de turons del Zimmernerg fins a la cadena muntanyenca de l'Albis. El bosc és majoritàriament(39%) una fageda, tot i que una bona part és formada per avet roig (25%) i espècies nadiues com ara avet blanc, freixes, teixos, pi roig, fals plàtan i oma. Catalogada per la confederació com a àrea protegida natural, en gran part sota jurisdicció de la ciutat de Zuric, inclou diverses rutes de muntanya així com zones d'activitats i esbarjo gestionades per la fundació 'Wildnispark Zurich'. Juntament amb els boscos del voltant aquesta àrea constitueix el territori forestal més extens de tot l'altiplà suís conegut com a 'Mittelland'.

#### Tannenbach
Barri situat al nord de la ciutat de Horgen. El límit amb el municipi veí d'Oberrieden el dibuixa el riu Tannenbach, que li dona nom al barri. Fins fa uns 100 anys era una àrea coberta de vinyes. Les edificacions actuals són en gran part residencials, amb una escola, una església i diversos serveis sanitaris i d'atenció: l'hospital 'Seespital', la residència per gent gran 'Tertianum' i l'asil de la fundació Amalia Widmer. L'única indústria del barri era una fàbrica paperera tocant al llac, que ha estat transformada en zona residencial, però que encara conserva la seva alta xemeneia.

#### Waldegg
Als terrenys d'una antiga granja, a partir dels anys 70 del segle XX s'aixeca un barri que inclou una incineradora, habitatges, una escola, un centre comercial i instal·lacions esportives.

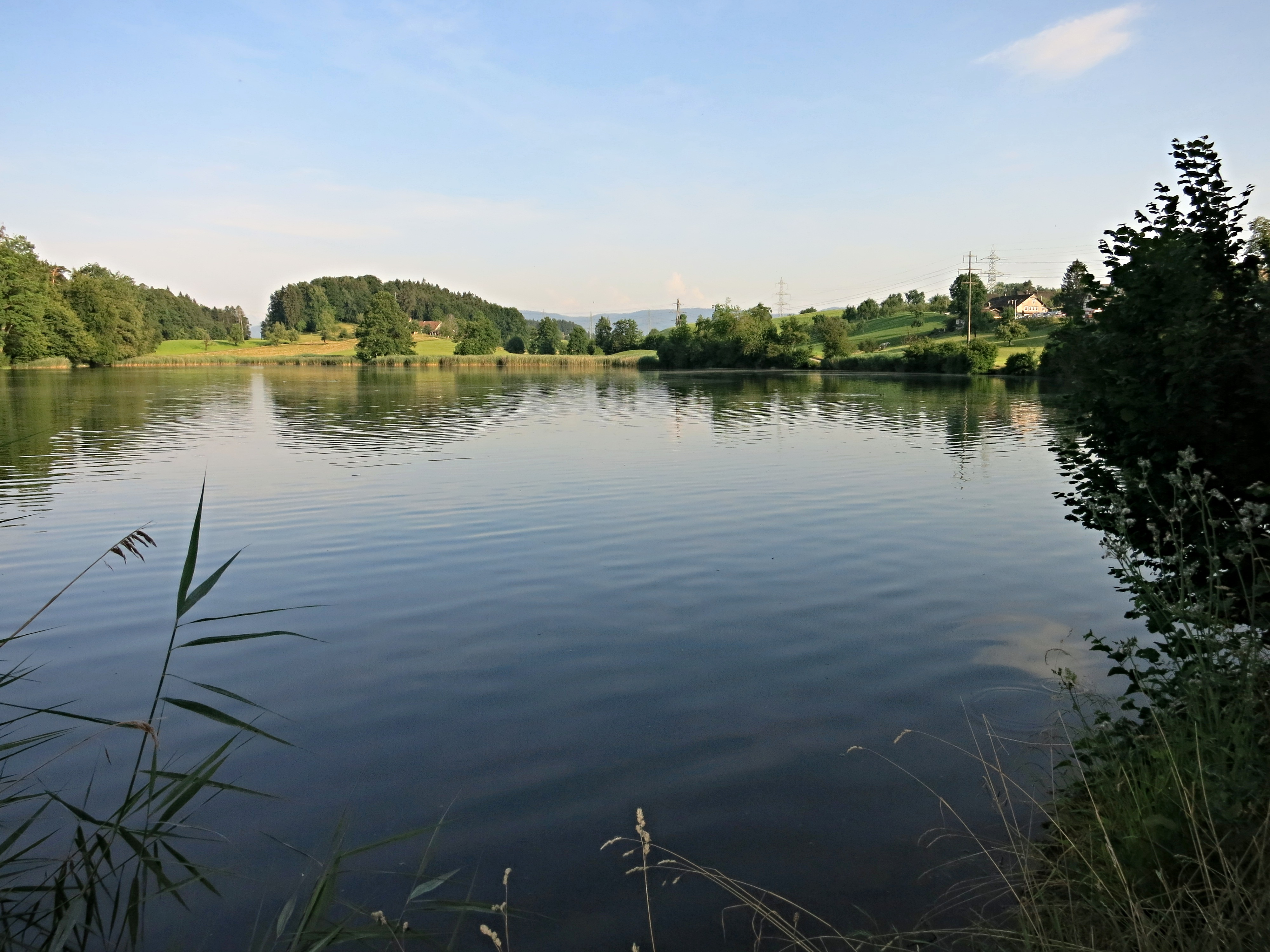
Estany Bergweiher a Horgenberg
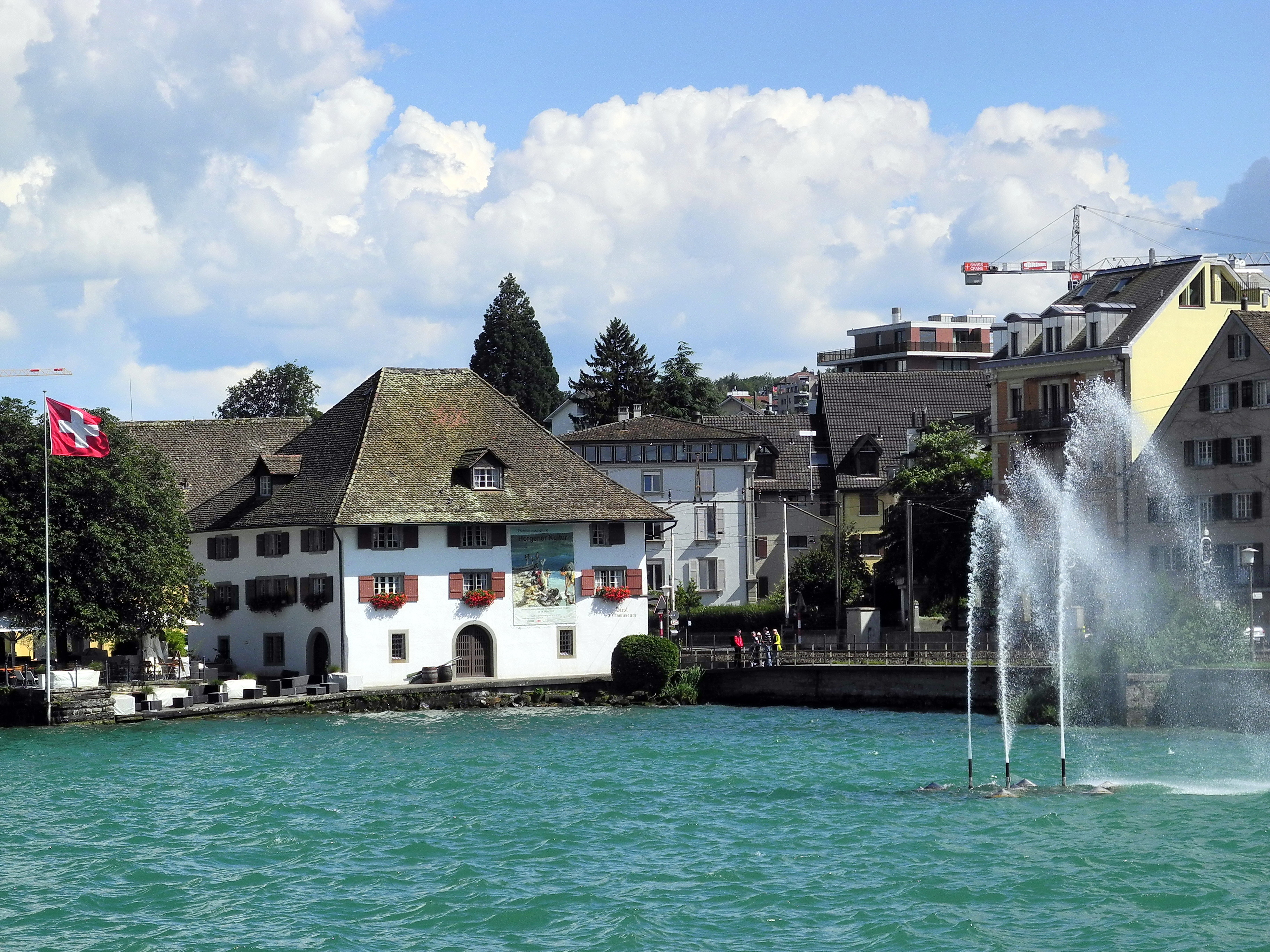
Museu de la ciutat 'Sust'
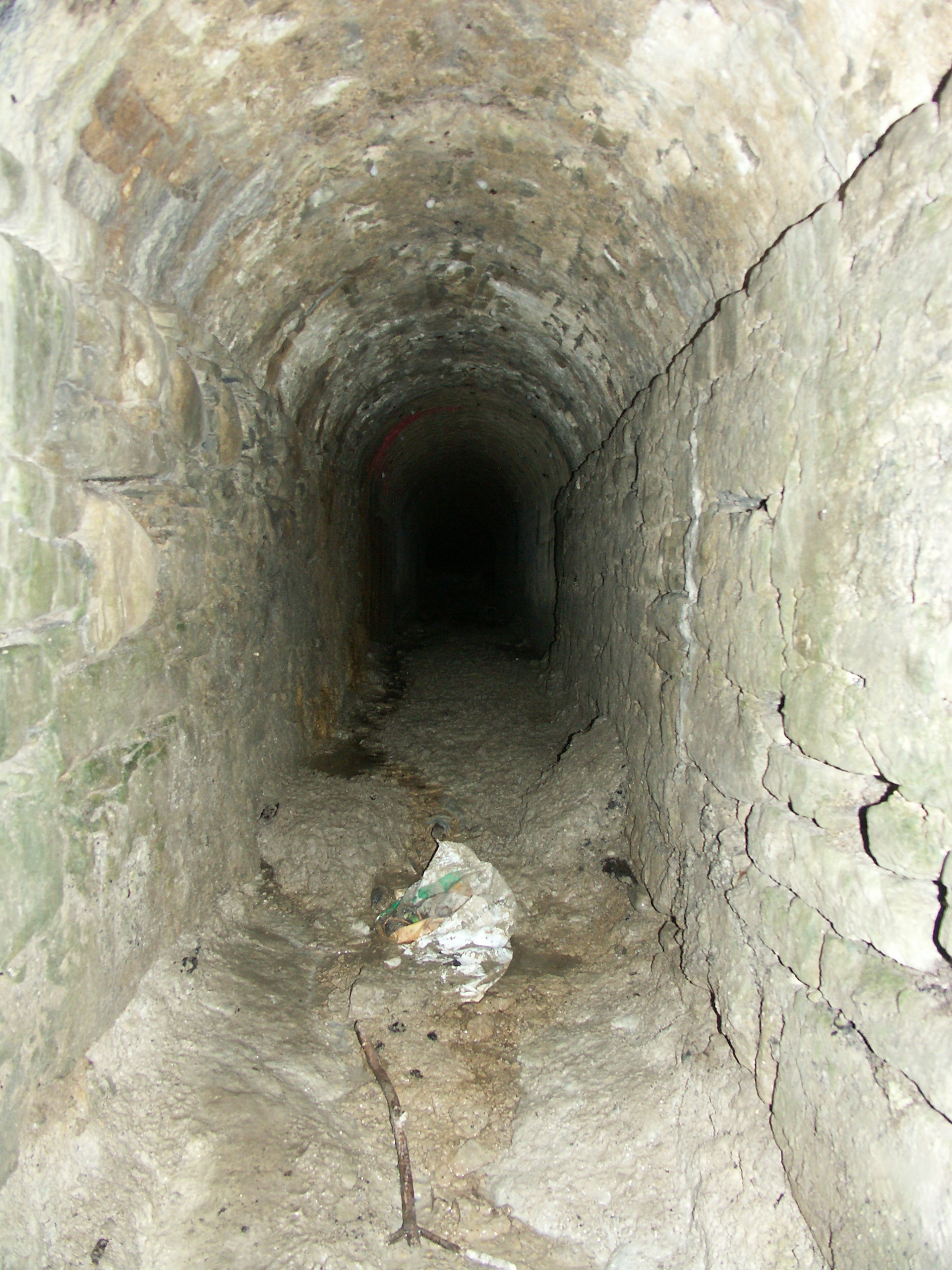
Galeria de l'antiga mina de carbó del Käpfnach
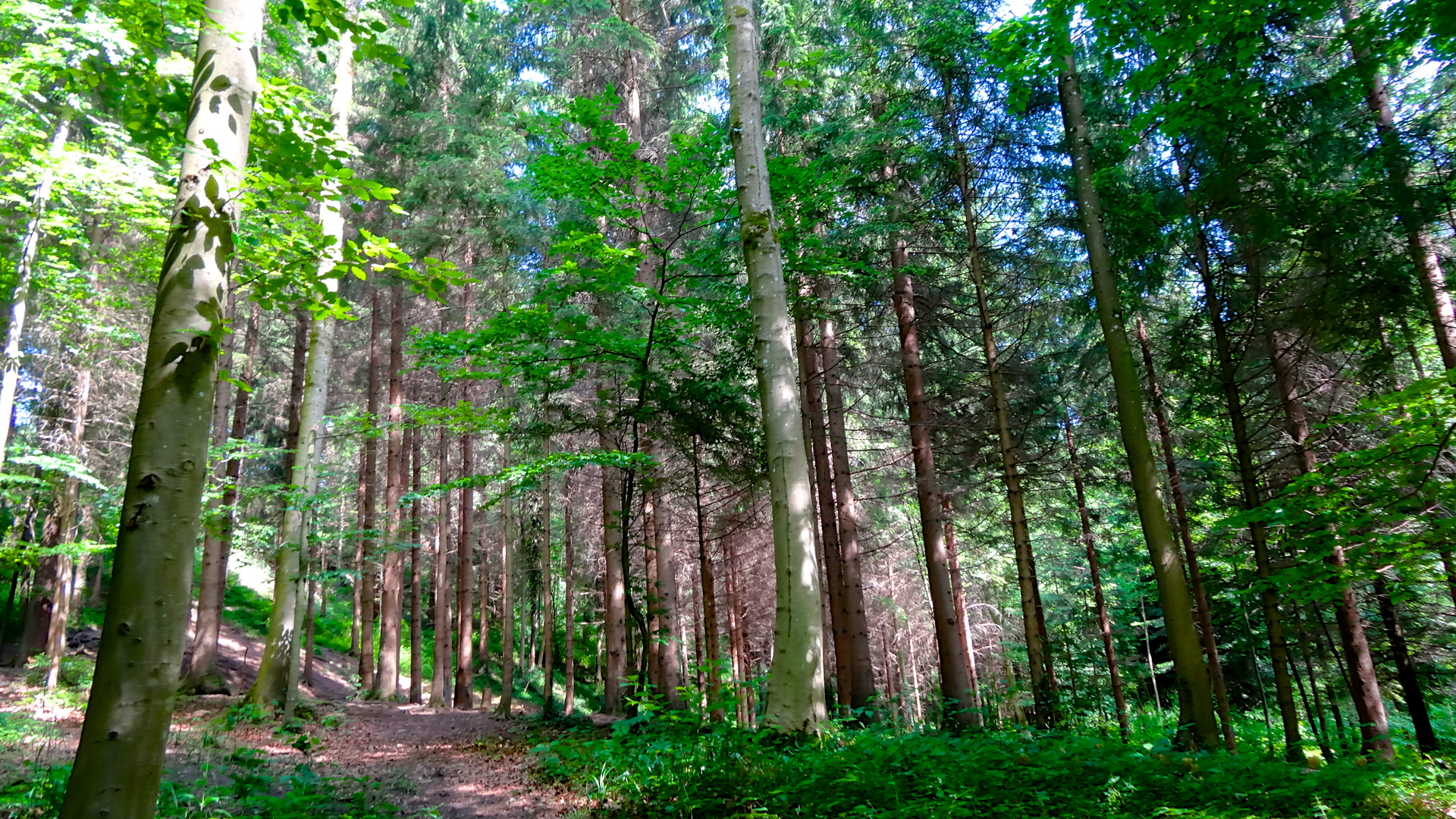
Bosc del Sihlwald, àrea protegida nacional
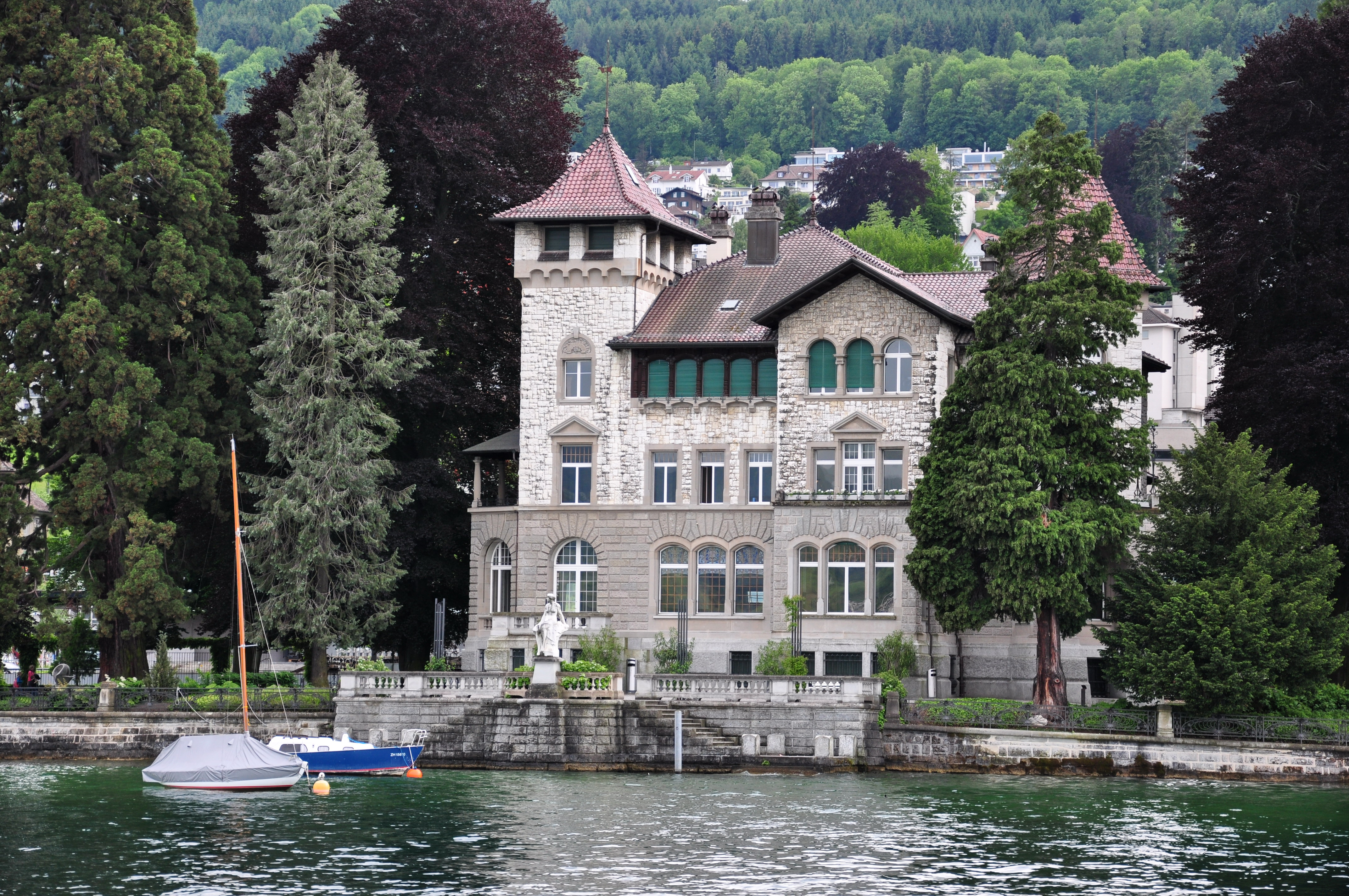
Centre cultural Villa Seerose
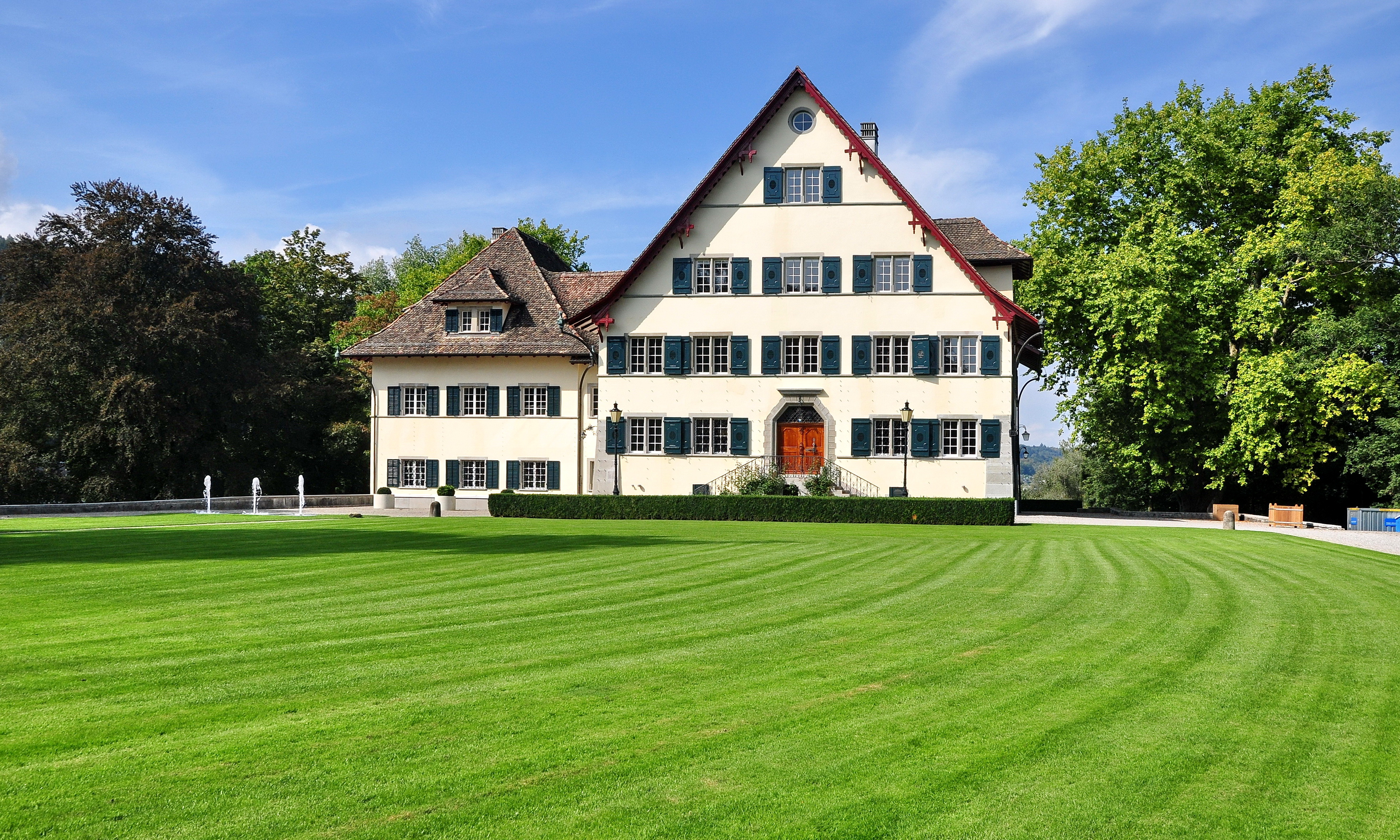
Mas del Bocken, edifici històric
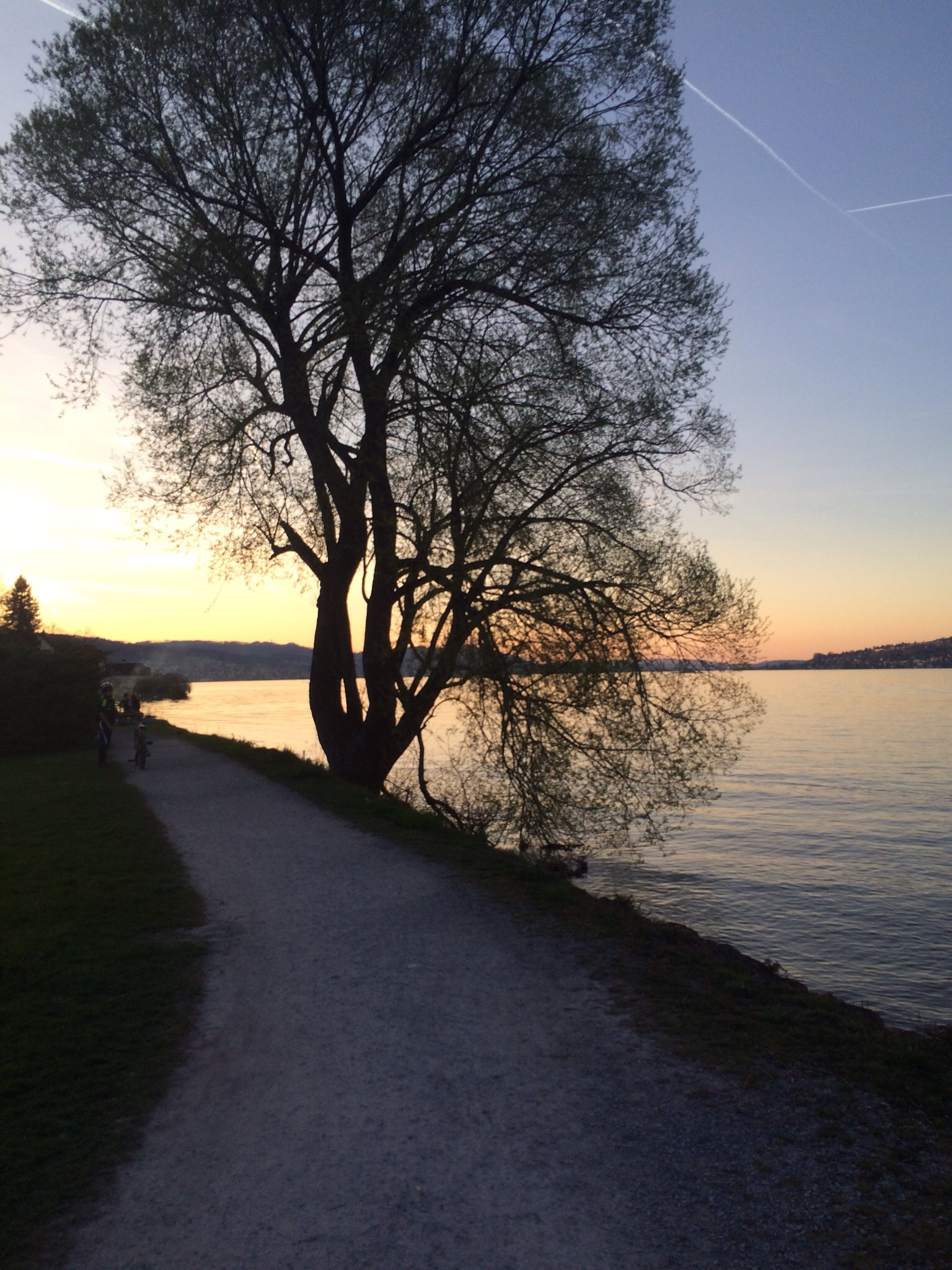
Ribera del llac

### Municipis adjacents
Des de la independència en 1773 dels municipis de Hirzel i Oberrieden, aquests dos, juntament amb Wädenswil, Langnau am Albis, Hausen am Albis i Thalwil són els municipis adjacents a Horgen.
El 25 de setembre de 2016 es vota la iniciativa d'unir els municipis de Hirzel i Horgen, amb un vot favorable del 79% a Hirzel i del 59% a Horgen. D'aquesta manera Hirzel retorna al municipi de Horgen, al qual pertanyé abans que tant ell com Oberrieden se separessin al segle xviii. Des de l'1 de gener de 2018 Hirzel es troba incorporat al municipi de Horgen.

## Història

Horgen al s. XIX amb Zuric al fons

Les restes més antigues descobertes a la ciutat corresponen a falgueres i ossos de mastodont trobats a la mina de carbó Käpfnach. Els primers assentaments humans daten de la cultura Pfyn, iniciada cap al 3900 aC, essent Horgen un jaciment arqueològic representatiu d'una de les posteriors cultures suïsses del Neolític mitjà, anomenada segons la ciutat i en alemany 'Horgener Kultur', datada des del 3500 aC fins als 2850 aC.

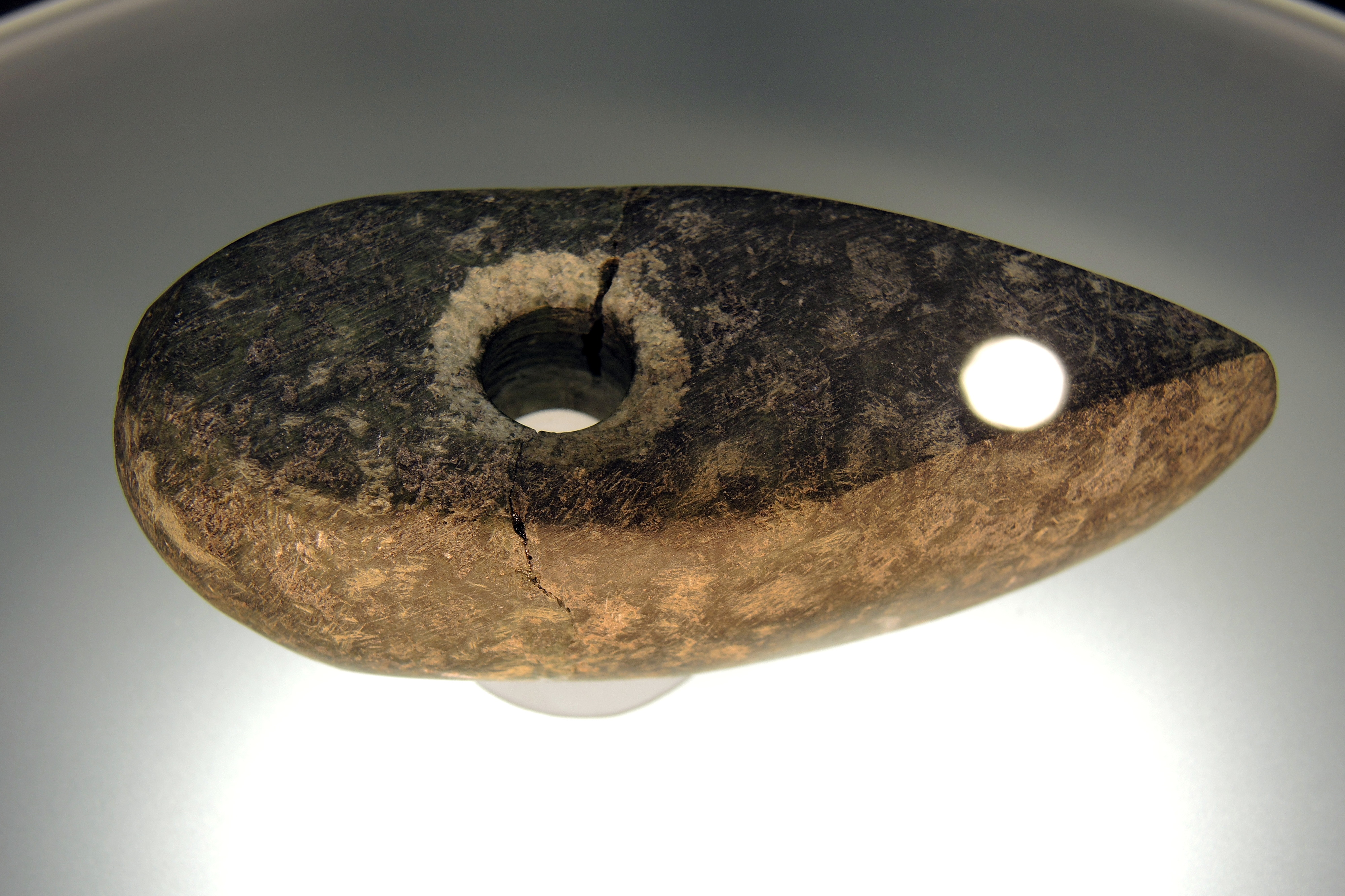
Destral de la cultura Horgner

S'han trobat dos cementiris per a dones cèltics del segle II a Thalacker, prop de l'actual estació del Ferry, així com cementiris alamans construïts durant les invasions bàrbares del segle VII a prop de la capella de Stockerstrasse.
La primera referència escrita al nom de la ciutat es troba com a 'Horga' als documents segons els quals el rei Otó I el Gran del Sacre Imperi Romano-Germànic va regalar l'any 952 grans extensions de terres locals a l'abadia de Fraumünster a Zuric.
Durant l'edat mitjana Horgen va viure un molt important creixement econòmic com a estació de pas de la ruta de mercaderies que connectava mitjançant mules, carros, petits vaixells llacustres i d'altres mitjans de transport els llacs i ciutats del nord (actual Alemanya) a través dels Alps vers al Mediterrani i viceversa.
Entre els segles XV i XVII Horgen va assolir importància tàctica a diversos conflictes bèl·lics. Entre ells es poden destacar l'antiga guerra del cantó de Zúric, la reforma protestant a territori helvètic de Huldrych Zwingli i la contrareforma, on Horgen va actuar com a avançada militar contra els cantons catòlics de la Suïssa interior.
Les revoltes napoleòniques, l'esdeveniment i dissolució de la república Helvètica i les controvèrsies de l'Acta de Mediació del 1803, mitjançant la qual Napoleó Bonaparte va establir la Confederació Suïssa com a estat satèl·lit vassall de França, culminen a Horgen amb la guerra del Bocken el 1804, on les tropes de la Confederació comandades per la ciutat de Zuric van lluitar contra la població insurgent de diverses poblacions de la zona de l'esquerra del llac de Zuric. Després de la Restauració, etapa en què es van cancel·lar els canvis introduïts per l'Acta de Mediació de Bonaparte, es donà pas al moviment del liberalisme fins que finalment Suïssa esdevé un estat de dret amb sobirania popular, i és en 1831 que es van constituir els fonaments de l'actual Districte de Horgen del qual el municipi de Horgen és capital.

## Demografia
Horgen tenia 20207 habitants a 31 de desembre 2016. En aquest mateix any:
- Un 20.7% de la població correspon a joves menors de 19 anys, mentre que un 18.7% eren persones més grans de 64 anys. L'edat mitjana dels habitants de Horgen, a 31 de desembre és de 42,3 anys.
- Un 30.6% d'habitants eren estrangers: el teixit multicultural de Horgen es va veure afavorit des de la revolució industrial al segle xix, quan Horgen va adquirir prominència per la seva indústria tèxtil, així com més tard, des dels anys 60-70 del segle xx, per la creixent presència de companyies de base internacional tant a Horgen com a poblacions properes. El creixement del nombre d'habitants entre els anys 2000 i 2016 se situa en un 0,895% anual.
- 5543 habitants es declaren Protestants Reformistes i 5842 es declaren Catòlics, que correspon aproximadament a un 27.5% i un 29% del total de població. La resta corresponen a altres religions o es declaren sense religió. L'Església Reformista Protestant es va construir l'any 1782. L'església catòlica de Sant Josep data de l'any 1933-34. Hi ha també una església evangèlica metodista, una missió catòlica italiana i una església neoapostòlica.
- La quota d'atur de persones en edat laboral -entre 15 i 64 anys- és del 3%.
La llengua vehicular i oficial del municipi és l'alemany, parlat per un 80% de la població com a llengua principal, seguida de l'italià amb un 6% de parlants. El 14% restant es divideix entre parlants de diverses llengües.
El 31-12-2018 el nombre d'habitants havia crescut fins als 22869.

## Economia

### Agricultura i ramaderia
Fins a mitjans del segle xix l'economia de Horgen s'havia basat a l'agricultura i la ramaderia, amb prominència de l'elaboració del ví i la producció de llet. Després d'uns quants anys de gran creixement de la indústria viticultora fins al 1880, el negoci va ser gradualment abandonat a tot el municipi des de finals del s.XIX fins a desaparèixer al primer quart del s. XX, a causa de danys per plagues i gelades, i per la competició per la mà d'obra de la mina de carbó i de la florent nova indústria. Actualment (2015) els negocis agraris i ramaders ocupen 427 ha a tot el municipi, principalment a la zona sud-oest de l'autopista A3 (barri de Horgenberg i adjacents) i al sud-est del municipi (zona del Rietwies).

### Mineria
Al barri de Käpfnach existeix una mina de lignit i marga actualment tancada, l'explotació de la qual es troba documentada des del segle xvi, i que va adquirir gran importància des de meitat del s. XIX fins al primer quart del xx. La longitud de les galeries s'estén 80 km, essent la més gran de tota Suïssa del seu tipus. L'explotació es va tancar als anys 40 del segle xx, obrint-se posteriorment un petit museu i una línia ferroviària minera d'uns 1,4 km de recorregut per visitants.

### Indústria
Des del s. XV fins al XVII es van donar a Horgen diversos negocis d'adoberia i tintoreria, seda, farga, forns de cal i les primeres explotacions de la mina de carbó. El negoci del tèxtil va adquirir una gran importància i al s. XVIII una fàbrica de filatura de cotó ocupava a quasi un 30% de la població, mentre que al s. XIX i amb l'esdeveniment de la revolució industrial Horgen arriba a tenir deu indústries de la seda i era anomenat 'el petit Lió', creixent també la indústria mecànica enginyeril per servir components de precisió per maquinària (Wanner, Grob, Stäubli, Schweiter Technologies, Oetiker). Amb la internacionalització de les empreses entre els anys 1878 i 1895 va haver-hi un consulat americà a Horgen. La multinacional americana Dow Chemical té la seva oficina central europea a Horgen, i els seus laboratoris daten a la localitat des del 1967.

### Serveis
Al llarg del segle XX l'èmfasi econòmic va girar, i encara ho fa, cap al sector serveis: bancs, gestores de capital i propietat, companyies asseguradores, institucions de recerca, centres educatius i centres de procés per bancs i empreses de targetes de crèdit són els principals ocupadors. Horgen té també una bona infrastructura hospitalària, incloent-hi un hospital públic que cobreix el costat esquerre-sud del llac de Zuric (amb especialitats de medicina interna, cirurgia, obstetrícia, radiologia, anestèsia i urgències 24 hores), diversos centres i residències per a gent gran, un ambulatori psiquiàtric i una clínica de medicina xinesa, entre d'altres.

## Transports
Cal destacar l'excel·lent ubicació i mitjans de transport a Horgen, incloent-hi 
(a) Estacions de tren de la companyia ferroviària federal SBB:
- Horgen - See, amb dues línies de S-Bahn, la S8 i la S2 (aquesta darrera ofereix connexió directa amb l'aeroport de Zuric en uns 25 minuts).

- Horgen Oberdorf, amb la línia S24.
- Sihlwald, amb la línia S4.
- Silbrugg, afectada per un canvi d'horaris el 2012/13 i que no ofereix servei des de llavors.

(b) Autobusos Zimmerberg, que connecten diferents punts del municipi i part d'altres municipis de la regió.
(c) El ferry Horgen-Meilen de la companyia FHM, pel transport de persones i cotxes entre les ribes dreta i esquerra del llac de Zuric.
(d) Les línies de vaixells i barcasses per passatgers de la companyia ZSG, que circulen entre el moll de Bürkliplatz a Zuric fins Rapperswil, a l'altra banda del llac, amb diverses aturades entre elles Horgen.
(e) L'autopista A3 que creua el municipi i té una incorporació al sud de la ciutat.

## Gent notable

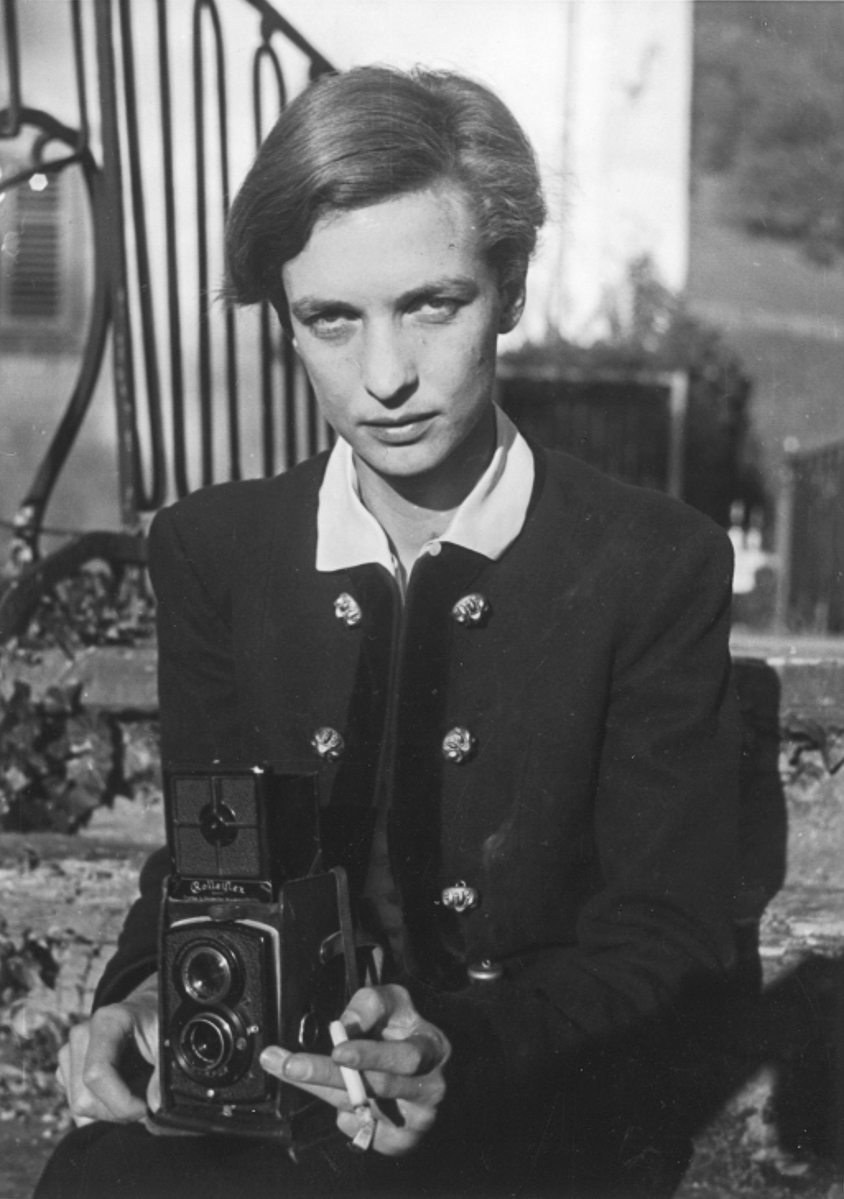
Annemarie Schwarzenbach

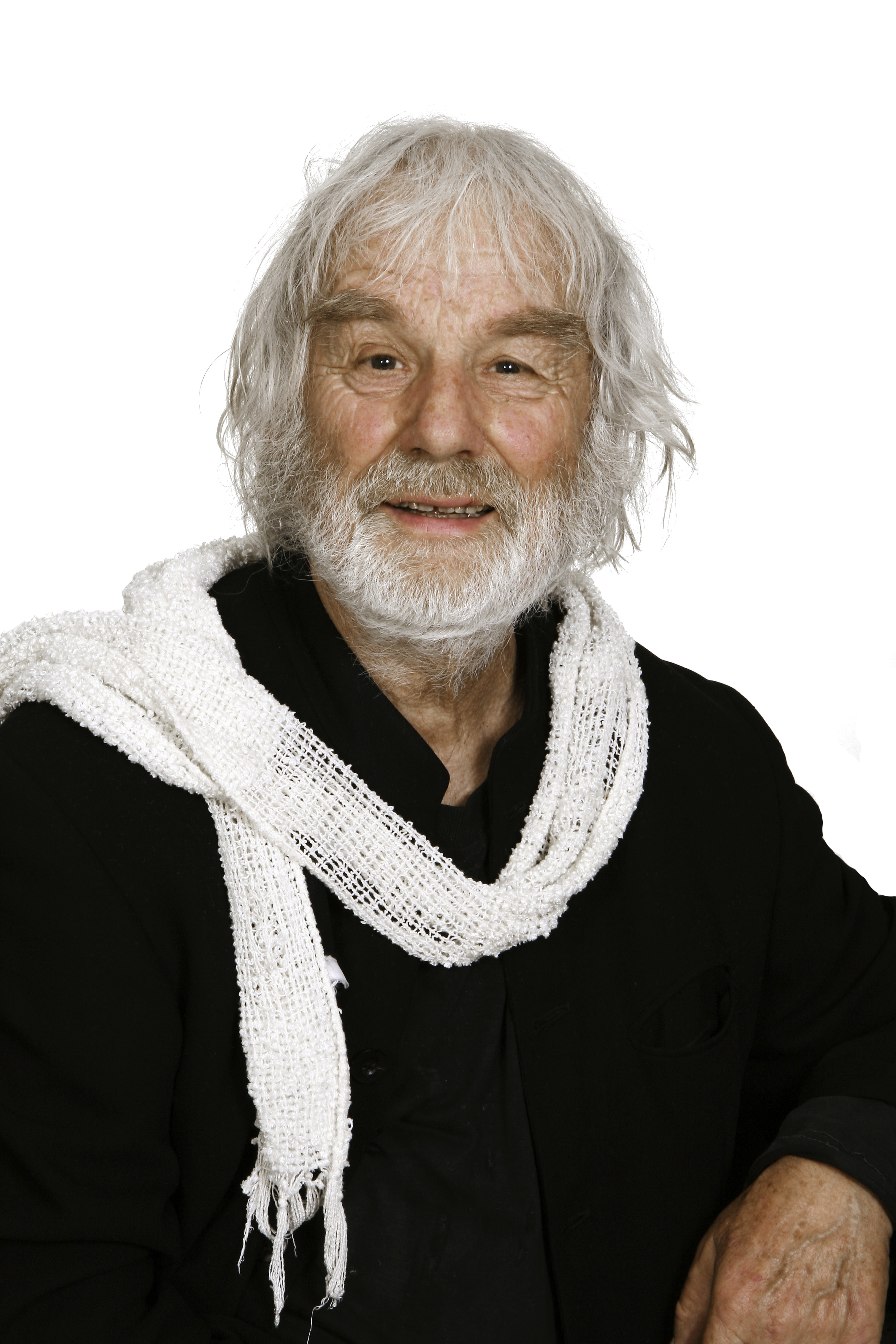
Ernst Sieber

- A Horgen va créixer la filòsofa, novel·lista, fotògrafa i periodista Annemarie Schwarzenbach (1908-1942), filla d'una rica familia de productors de seda.
- Elisabeth Felller (1910-1973), empresària, benefactora de projectes socials i defensora de la igualtat femenina al treball, dirigint l'empresa Feller AG després de la mort del seu pare des que ella tenia només 21 anys.[8]
- Adele Duttweiler (1892-1990), filantropa i dona de l'empresari Gotlieb Duttweiler.[9]
- Gerold Karl Schwarzenbach (1904-1978), químic descobridor de l'EDTA.
- Ernst Sieber (1927-2018), capellà de l'església reformista suïssa famós per fundar l'associació benèfica SPS (Sozialwerke Pfarrer Sieber)[10] d'ajut a drogodependents, malalts, víctimes de la violència i gent sense hogar.
- Hoyte van Hoytema (1971-), director de fotografia neerlandès-suec, nascut a Horgen, amb nombrosa filmografia.[11]